# Матте, Люсьен

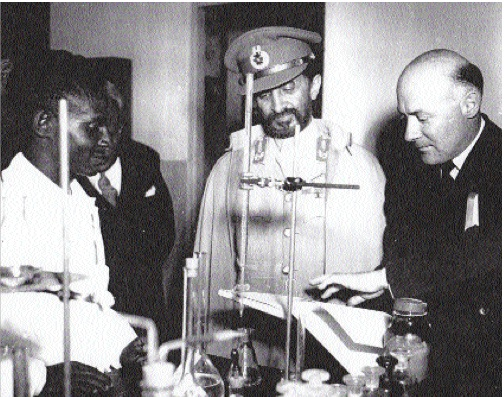
Люсьен Матте и Хайле Селасси в Университете Садбери

Матте, Люсьен (англ. Lucien Matte, фр. Lucien Matte; 1907 год, Квебек, Канада — 1975 год) — католический религиозный деятель и педагог.

## Биография
Люсьен Матте родился в 1907 году в Квебеке. Обучался в университетах Монреаля и Лаваля, где получил ученые степени в области философии, естествознания, теологии и образования. В 1930 году он вошел в орден иезуитов и был рукоположен в 1938 году.
Император Эфиопии Хайле Селасси хотел, чтобы школы Эфиопии работали на основе Канадской системы образования. В 1945 году  Селассие попросил Люсьена Матте реорганизовать образовательную систему Эфиопии. Матте реорганизовал начальную и среднюю школы, в 1954 году основал Университетский колледж Аддис-Абебы, а в 1961 году он стал ректором вновь образованного Университета Хайле Селасси. В 1962 году был назначен ректором Университета Садбери. Он был инициатором создания педагогического колледжа Садбери в Университете Лаврентия. 
В знак признания работы, которую Мате сделал для Эфиопии, Хайле Селассие пожертвовал 10 000 долларов США в фонд строительства Университета Садбери.